# Walka amorków z puttami
Walka amorków z puttami (wł. Lotta di putti) – obraz olejny namalowany przez włoskiego malarza i grafika Guida Reniego około 1625, znajdujący się w zbiorach Galleria Doria Pamphilj w Rzymie.

## Opis
Guido Reni namalował ten obraz prawdopodobnie pod wpływem przeżyć, jakie miał z prawem i Państwem Kościelnym, w czasie gdy tworzył dla papieża Pawła V. Pracując nad jednym z obrazów dla Pałacu Kwirynalskiego, artysta toczył nieustanne spory z papieskim skarbnikiem, który zarzucał Reniemu powolność w pracy, arogancję i uparty charakter. Z powodu odrazy do skarbnika malarz opuścił Rzym, nie dokończywszy dzieła i bez pożegnania się z papieżem. Kiedy pracował nad freskiem dla kościoła św. Dominika w Bolonii, w imieniu papieża odwiedził go kardynał-legat Bolonii, który zażądał od Reniego, aby ten wrócił do Rzymu w celu dokończenia dzieła w bazylice Matki Bożej Większej, na co artysta odpowiedział negatywnie. Zbulwersowany tym kardynał postanowił uwięzić Reniego, ale ten zanim został schwytany, ukrył się i planował opuścić Włochy na zawsze, aby wstąpić na dwór królewski we Francji lub Hiszpanii. Przyjaciel i protektor Reniego, markiz Facchinetti, przekonał kardynała-legata Bolonii do anulowania wyroku, wyperswadował artyście opuszczenie Włoch i skłonił Reniego, by ten wrócił do Rzymu i przyjął powierzone mu przez papieża zlecenie. W podziękowaniu za pomoc artysta namalował Walkę amorków z puttami i podarował dzieło markizowi.
Dynamiczna scena przedstawiona na obrazie rozgrywa się w ciemnej winnicy, na co wskazują kamienny wazon na postumencie, naczynie napełnione czerwonym winem oraz winorośl widoczne nad walczącą grupą, oświetloną ostrym światłem padającym z lewej strony. Trzy blade amorki ze skrzydłami walczą z trzema jasnobrązowymi puttami, wyraźnie im ustępując – co interesujące każda z walczących par jest w innej pozycji. U dołu po lewej stronie, leży na ziemi kołczan ze strzałami i łuk a po prawej porozrzucane strzały. Bójka jest symbolicznym przedstawieniem walki pomiędzy klasą zamożniejszą reprezentowaną przez skrzydlate amorki, a biedniejszą przedstawioną jako putta reprezentujące ziemskich chłopców.
Walka amorków z puttami doczekała się kilku kopii – jedna z nich znajduje się w zbiorach Muzeum Narodowego w Krakowie.           